# Municipios de la República Dominicana
En la República Dominicana, los municipios son el segundo nivel de división político-administrativa, por debajo de las provincias. Según la Constitución, "los municipios y los distritos municipales constituyen la base del sistema político administrativo local".
La Oficina Nacional de Estadísitca, en su reporte sobre división territorial, define el municipio como: "espacios territoriales políticos, en los que está dividida una provincia. Pueden estar formados por sí mismo o por uno o más distritos municipales, que a su vez están compuestos por secciones."
Para principios de 2024 la República Dominicana contaba con 158 municipios, distribuidos entre sus 31 provincias y el Distrito Nacional. Algunas provincias, como La Altagracia o Pedernales, tienen tan solo dos municipios. Actualmente, la provincia con más cantidad de municipios es Barahona, con once municipios.

## Administración
Los municipios, de acuerdo con la Constitución y la ley, son administrados por el ayuntamiento del municipio. Se trata de una entidad legal independiente y que incluye la alcaldía con el alcalde y el concejo de regidores o concejo municipal. El concejo de regidores es un órgano exclusivamente normativo, reglamentario y de fiscalización, mientras que la alcaldía es el órgano ejecutivo.
El alcalde es un miembro con derecho a voto del concejo de regidores. Él y su suplente, así como los regidores y sus suplentes, son elegidos en las elecciones celebradas a nivel nacional cada cuatro años.
Cuando un municipio está formado por más de un núcleo urbano, los núcleos adicionales pueden ser elevados a la categoría de distrito municipal, denominándose el resto del municipio con la sede del ayuntamiento como cabecera. La administración del distrito municipal es responsabilidad de un ayuntamiento del distrito (junta municipal), que incluye al director y a un concejo municipal del distrito (junta de vocales) con al menos tres miembros (vocales). El Director y su suplente, así como los vocales y sus suplentes, son elegidos por el electorado en las elecciones que se celebran a nivel nacional cada cuatro años y representan al distrito municipal ante el municipio y están subordinados a éste.
Si un municipio está dividido en secciones, el concejo de regidores nombra un alcalde pedáneo para cada una de ellas que depende del alcalde o, si su sección está en un distrito municipal, de su director. Si el municipio se divide además en parajes, el concejo de regidores nombra un ayudante del alcalde pedáneo para cada uno de ellos.
Los municipios suelen recibir denominaciones especiales en función de su número de habitantes: en el caso de los núcleos urbanos de más de 10.000 habitantes o de la capital de una provincia, ciudad; en el caso de las localidades de más de 1.000 habitantes o sedes de un gobierno local, villa; en el caso de los pueblos, poblados.

## Municipios
La República Dominicana cuenta con 158 municipios para principios de 2024, con 235 distritos municipales. El número de municipios y distritos municipales puede cambiar a medida que las leyes establecen nuevas divisiones territoriales.
Los municipios de más reciente creación son La Victoria y La Caleta en la provincia de Santo Domingo. Su elevación de distrito municipal a municipio se aprobó en 2024 mediante las leyes 15-24 y 39-24.
| Nombre                     | Provincia              | Creación                 | Población Censo 2010 | Área (km²) | Densidad  | Nombre antiguo / Nombre completo |
| -------------------------- | ---------------------- | ------------------------ | -------------------- | ---------- | --------- | -------------------------------- |
| Altamira                   | Puerto Plata           | 06 de julio de 1889      | 22,323               | 179,32     | 124/km²   |                                  |
| Arenoso                    | Duarte                 | 01 de enero de 1994      | 19,299               | 142.20     | 136/km²   |                                  |
| Azua                       | Azua                   | 05 de marzo de 1845      | 143,934              | 416.30     | 346/km²   | Azua de Compostela               |
| Baitoa                     | Santiago               | 27 de febrero de 2016    | 23,233               | 45.22      | 514/km²   |                                  |
| Baní                       | Peravia                | 05 de marzo de 1845      | 201,292              | 363,31     | 372/km²   |                                  |
| Bánica                     | Elías Piña             | 05 de marzo de 1845      | 12,123               | 265.98     | 46/km²    | San Francisco de Bánica          |
| Barahona                   | Barahona               | 05 de marzo de 1845      | 183,232              | 163.02     | 1124/km²  | Santa Cruz de Barahona           |
| Bayaguana                  | Monte Plata            | 05 de marzo de 1845      | 40,912               | 877.99     | 47/km²    |                                  |
| Boca Chica                 | Santo Domingo          | 01 de enero de 2003      | 201,292              | 145.67     | 1382/km²  |                                  |
| Bohechío                   | San Juan               | 02 de marzo de 1976      | 12,332               | 407.82     | 30/km²    |                                  |
| Bonao                      | Monseñor Nouel         | 05 de marzo de 1845      | 200,102              | 664.37     | 301/km²   |                                  |
| Cabral                     | Barahona               | 09 de septiembre de 1907 | 19,293               | 149.30     | 129/km²   |                                  |
| Cabrera                    | María Trinidad Sánchez | 27 de febrero de 1870    | 39,929               | 297.58     | 134/km²   | Tres Amarras                     |
| Cambita Garabitos          | San Cristóbal          | 02 de mayo de 1987       | 42,123               | 202.52     | 208/km²   |                                  |
| Castañuelas                | Monte Cristi           | 27 de febrero de 1976    | 21,223               | 80.90      | 262/km²   |                                  |
| Castillo                   | Duarte                 | 09 de septiembre de 1907 | 26,455               | 133.68     | 198/km²   |                                  |
| Cayetano Germosén          | Espaillat              | 01 de enero de 1994      | 9,120                | 17.75      | 514/km²   |                                  |
| Cevicos                    | Sánchez Ramírez        | 27 de enero de 1895      | 21,232               | 305.64     | 69/km²    |                                  |
| Comendador                 | Elías Piña             | 25 de abril de 1880      | 50,349               | 252.93     | 199/km²   |                                  |
| Constanza                  | La Vega                | 09 de marzo de 1858      | 75,344               | 848.79     | 89/km²    |                                  |
| Consuelo                   | San Pedro de Macorís   | 19 de septiembre de 1996 | 54,324               | 131.52     | 413/km²   |                                  |
| Cotuí                      | Sánchez Ramírez        | 05 de marzo de 1845      | 154,234              | 619.88     | 249/km²   |                                  |
| Cristóbal                  | Independencia          | 03 de agosto de 2003     | 9,912                | 151.72     | 65/km²    |                                  |
| Dajabón                    | Dajabón                | 05 de marzo de 1845      | 69,953               | 253.41     | 276/km²   |                                  |
| Duvergé                    | Independencia          | 27 de julio de 1893      | 63,874               | 521.64     | 122/km²   |                                  |
| El Cercado                 | San Juan               | 09 de septiembre de 1907 | 30,132               | 283.05     | 106/km²   |                                  |
| El Factor                  | María Trinidad Sánchez | 25 de abril de 1988      | 32,323               | 149.23     | 217/km²   |                                  |
| El Llano                   | Elías Piña             | 01 de marzo de 1976      | 10,202               | 104.49     | 98/km²    |                                  |
| El Peñón                   | Barahona               | 16 de diciembre de 2002  | 5,023                | 29.02      | 173/km²   |                                  |
| El Pino                    | Dajabón                | 18 de enero de 2002      | 14,203               | 88.35      | 161/km²   |                                  |
| El Seibo                   | El Seibo               | 05 de marzo de 1845      | 119,283              | 1344.33    | 89/km²    | Santa Cruz del Seibo             |
| El Valle                   | Hato Mayor             | 09 de marzo de 1976      | 12,343               | 161.12     | 77/km²    |                                  |
| Enriquillo                 | Barahona               | 09 de septiembre de 1907 | 19,988               | 354.10     | 56/km²    |                                  |
| Esperanza                  | Valverde               | 09 de septiembre de 1907 | 121,233              | 215.24     | 563/km²   |                                  |
| Estebanía                  | Azua                   | 20 de noviembre de 2001  | 9,887                | 159.20     | 62/km²    |                                  |
| Fantino                    | Sánchez Ramírez        | 15 de diciembre de 1961  | 29,888               | 95.97      | 311/km²   |                                  |
| Fundación                  | Barahona               | 16 de julio de 2003      | 12,123               | 52.59      | 231/km²   |                                  |
| Galván                     | Bahoruco               | 01 de julio de 1998      | 21,019               | 214.66     | 98/km²    |                                  |
| Gaspar Hernández           | Espaillat              | 09 de septiembre de 1907 | 60,394               | 366.18     | 165/km²   |                                  |
| Guananico                  | Puerto Plata           | 30 de noviembre de 1992  | 9,033                | 57.32      | 158/km²   |                                  |
| Guayabal                   | Azua                   | 03 de agosto de 2004     | 10,003               | 262.87     | 38/km²    |                                  |
| Guayacanes                 | San Pedro de Macorís   | 03 de mayo de 2006       | 35,034               | 129.78     | 270/km²   |                                  |
| Guaymate                   | La Romana              | 01 de octubre de 1959    | 23,323               | 309.80     | 75/km²    |                                  |
| Guayubín                   | Monte Cristi           | 09 de mayo de 1855       | 60,934               | 899.26     | 68/km²    |                                  |
| Haina                      | San Cristóbal          | 27 de octubre de 1980    | 142,323              | 38.49      | 3698/km²  | Bajos de Haina                   |
| Hato Mayor                 | Hato Mayor             | 05 de marzo de 1845      | 102,039              | 659.65     | 155/km²   | Hato Mayor del Rey               |
| Higüey                     | La Altagracia          | 05 de marzo de 1845      | 422,934              | 2029.14    | 208/km²   | Salvaleón de Higüey              |
| Hondo Valle                | Elías Piña             | 12 de agosto de 1955     | 15,445               | 120.63     | 128/km²   |                                  |
| Hostos                     | Duarte                 | 05 de marzo de 2004      | 14,533               | 78.23      | 186/km²   | Eugenio María de Hostos          |
| Imbert                     | Puerto Plata           | 09 de septiembre de 1907 | 34,245               | 170.70     | 201/km²   | Blanco                           |
| Jamao Al Norte             | Espaillat              | 25 de mayo de 2001       | 12,213               | 115.48     | 106/km²   |                                  |
| Jánico                     | Santiago               | 09 de septiembre de 1907 | 33,233               | 403.20     | 82/km²    |                                  |
| Jaquimeyes                 | Barahona               | 07 de julio de 2004      | 8,374                | 178.63     | 47/km²    |                                  |
| Jarabacoa                  | La Vega                | 09 de marzo de 1858      | 72,019               | 665.88     | 108/km²   |                                  |
| Jima Abajo                 | La Vega                | 19 de septiembre de 1996 | 50,394               | 132.72     | 380/km²   | Bella Vista                      |
| Jimaní                     | Independencia          | 04 de junio de 1945      | 20,192               | 458.49     | 44/km²    |                                  |
| Juan de Herrera            | San Juan               | 10 de junio de 1992      | 16,543               | 146.85     | 113/km²   |                                  |
| Juan Santiago              | Elías Piña             | 09 de mayo de 2005       | 7,472                | 107.15     | 70/km²    |                                  |
| La Ciénaga                 | Barahona               | 30 de julio de 2004      | 12,334               | 112.30     | 110/km²   |                                  |
| La Descubierta             | Independencia          | 27 de junio de 1938      | 13,233               | 206.85     | 64/km²    |                                  |
| La Mata                    | Sánchez Ramírez        | 07 de agosto de 2002     | 50,394               | 174.64     | 289/km²   |                                  |
| La Romana                  | La Romana              | 27 de febrero de 1897    | 239,987              | 185.52     | 1294/km²  |                                  |
| La Vega                    | La Vega                | 05 de marzo de 1845      | 310,203              | 639.85     | 485/km²   | Concepción de la Vega            |
| Laguna Salada              | Valverde               | 06 de marzo de 1976      | 45,546               | 184.54     | 247/km²   |                                  |
| Las Charcas                | Azua                   | 15 de septiembre de 2001 | 19,877               | 251.23     | 79/km²    |                                  |
| Las Guáranas               | Duarte                 | 22 de julio de 1998      | 29,193               | 86.49      | 338/km²   |                                  |
| Las Matas de Farfán        | San Juan               | 05 de marzo de 1845      | 72,303               | 636.64     | 114/km²   |                                  |
| Las Matas de Santa Cruz    | Monte Cristi           | 18 de marzo de 1985      | 14,234               | 109.51     | 130/km²   |                                  |
| Las Salinas                | Barahona               | 08 de marzo de 2001      | 7,383                | 123.47     | 60/km²    |                                  |
| Las Terrenas               | Samaná                 | 19 de septiembre de 1996 | 45,944               | 113.10     | 406/km²   |                                  |
| Las Yayas de Viajama       | Azua                   | 01 de mayo de 2001       | 24,573               | 472.54     | 52/km²    |                                  |
| Licey al Medio             | Santiago               | 13 de julio de 1984      | 49,432               | 27.04      | 1828/km²  |                                  |
| Loma de Cabrera            | Dajabón                | 27 de junio de 1938      | 23,234               | 238.51     | 97/km²    |                                  |
| Los Alcarrizos             | Santo Domingo          | 31 de enero de 2005      | 345,329              | 52.14      | 6623/km²  |                                  |
| Los Cacaos                 | San Cristóbal          | 02 de febrero de 2004    | 15,334               | 145.62     | 105/km²   |                                  |
| Los Hidalgos               | Puerto Plata           | 10 de marzo de 1976      | 17,384               | 101.10     | 172/km²   |                                  |
| Los Llanos                 | San Pedro de Macorís   | 05 de marzo de 1845      | 34,332               | 436.46     | 79/km²    | San José de los Llanos           |
| Los Ríos                   | Bahoruco               | 27 de noviembre de 2001  | 13,234               | 149.87     | 88/km²    |                                  |
| Luperón                    | Puerto Plata           | 18 de junio de 1945      | 25,443               | 272.07     | 94/km²    | Bajabónico                       |
| Maimón                     | Monseñor Nouel         | 22 de septiembre de 1982 | 23,133               | 90.07      | 257/km²   |                                  |
| Mao                        | Valverde               | 04 de mayo de 1878       | 145,309              | 423.60     | 343/km²   | Santa Cruz de Mao                |
| Matanzas                   | Peravia                | 19 de agosto de 2014     | 54,234               | 203.39     | 267/km²   |                                  |
| Mella                      | Independencia          | 22 de marzo de 2004      | 5,233                | 508.81     | 10/km²    |                                  |
| Miches                     | El Seibo               | 08 de agosto de 1883     | 25,423               | 442.47     | 57/km²    | El Jovero                        |
| Moca                       | Espaillat              | 05 de marzo de 1845      | 213,244              | 239.36     | 891/km²   |                                  |
| Monción                    | Santiago Rodríguez     | 09 de septiembre de 1907 | 39,993               | 101.61     | 394/km²   |                                  |
| Monte Cristi               | Monte Cristi           | 05 de marzo de 1845      | 41,933               | 842.95     | 50/km²    | San Fernando de Monte Cristi     |
| Monte Plata                | Monte Plata            | 05 de marzo de 1845      | 67,473               | 623.55     | 108/km²   |                                  |
| Nagua                      | María Trinidad Sánchez | 07 de octubre de 1882    | 132,394              | 552.71     | 240/km²   | San José de Matanzas             |
| Neiba                      | Bahoruco               | 05 de marzo de 1845      | 100,987              | 423.46     | 238/km²   |                                  |
| Nigua                      | San Cristóbal          | 11 de enero de 2001      | 44,333               | 48.76      | 909/km²   | San Gregorio de Nigua            |
| Nizao                      | Peravia                | 14 de abril de 1988      | 34,345               | 48.54      | 708/km²   |                                  |
| Oviedo                     | Pedernales             | 03 de marzo de 1950      | 12,345               | 799.86     | 15/km²    |                                  |
| Padre Las Casas            | Azua                   | 27 de junio de 1938      | 45,394               | 496.98     | 91/km²    |                                  |
| Paraíso                    | Barahona               | 29 de febrero de 1976    | 23,124               | 138.63     | 167/km²   |                                  |
| Partido                    | Dajabón                | 19 de septiembre de 1996 | 17,029               | 157.29     | 108/km²   |                                  |
| Pedernales                 | Pedernales             | 27 de junio de 1938      | 94,397               | 1274.67    | 74/km²    |                                  |
| Pedro Brand                | Santo Domingo          | 31 de enero de 2005      | 100,192              | 212.29     | 472/km²   |                                  |
| Pedro Santana              | Elías Piña             | 03 de marzo de 1952      | 12,442               | 575.02     | 22/km²    |                                  |
| Pepillo Salcedo            | Monte Cristi           | 28 de agosto de 1949     | 14,244               | 149.32     | 95/km²    | Manzanillo                       |
| Peralta                    | Azua                   | 07 de marzo de 1976      | 20,394               | 115.85     | 176/km²   |                                  |
| Peralvillo                 | Monte Plata            | 16 de junio de 2004      | 29,493               | 153.35     | 192/km²   |                                  |
| Piedra Blanca              | Monseñor Nouel         | 30 de noviembre de 1991  | 34,245               | 237.95     | 144/km²   |                                  |
| Pimentel                   | Duarte                 | 09 de septiembre de 1907 | 30,492               | 124.67     | 245/km²   |                                  |
| Polo                       | Barahona               | 30 de septiembre de 2001 | 11,234               | 200.61     | 56/km²    |                                  |
| Postrer Río                | Independencia          | 04 de mayo de 1982       | 9,394                | 158.93     | 59/km²    |                                  |
| Pueblo Viejo               | Azua                   | 01 de mayo de 2003       | 15,344               | 45.38      | 338/km²   |                                  |
| Puerto Plata               | Puerto Plata           | 05 de marzo de 1845      | 301,344              | 509.01     | 592/km²   | San Felipe de Puerto Plata       |
| Puñal                      | Santiago               | 07 de abril de 2006      | 74,244               | 60.80      | 1221/km²  |                                  |
| Quisqueya                  | San Pedro de Macorís   | 01 de julio de 1998      | 25,944               | 155.45     | 167/km²   |                                  |
| Ramón Santana              | San Pedro de Macorís   | 25 de abril de 1894      | 13,493               | 249.92     | 54/km²    |                                  |
| Rancho Arriba              | San José de Ocoa       | 08 de mayo de 1989       | 14,938               | 203.53     | 73/km²    |                                  |
| Restauración               | Dajabón                | 23 de junio de 1892      | 13,293               | 283.58     | 47/km²    |                                  |
| Río San Juan               | María Trinidad Sánchez | 27 de marzo de 1946      | 31,233               | 272.19     | 115/km²   |                                  |
| Sabana de la Mar           | Hato Mayor             | 05 de marzo de 1845      | 28,912               | 508.52     | 57/km²    |                                  |
| Sabana Grande de Boyá      | Monte Plata            | 05 de marzo de 1845      | 39,292               | 535.08     | 73/km²    |                                  |
| Sabana Grande de Palenque  | San Cristóbal          | 19 de septiembre de 1996 | 22,123               | 30.13      | 734/km²   |                                  |
| Sabana Iglesia             | Santiago               | 18 de mayo de 2007       | 21,023               | 58.30      | 361/km²   |                                  |
| Sabana Larga               | San José de Ocoa       | 07 de abril de 1991      | 12,394               | 167.00     | 74/km²    |                                  |
| Sabana Yegua               | Azua                   | 01 de mayo de 2003       | 22,394               | 101.58     | 220/km²   |                                  |
| Sabaneta                   | Santiago Rodríguez     | 05 de marzo de 1845      | 59,833               | 804.47     | 74/km²    | San Ignacio de Sabaneta          |
| Salcedo                    | Hermanas Mirabal       | 05 de marzo de 1845      | 78,333               | 190.60     | 411/km²   | Juana Núñez                      |
| Samaná                     | Samaná                 | 05 de marzo de 1845      | 102,939              | 412.11     | 250/km²   | Santa Bárbara de Samaná          |
| San Antonio de Guerra      | Santo Domingo          | 24 de marzo de 2004      | 97,889               | 288.25     | 340/km²   |                                  |
| San Cristóbal              | San Cristóbal          | 05 de marzo de 1845      | 294,394              | 226.52     | 1300/km²  |                                  |
| San Francisco de Macorís   | Duarte                 | 05 de marzo de 1845      | 279,443              | 727.15     | 384/km²   |                                  |
| San José de las Matas      | Santiago               | 05 de marzo de 1845      | 69,887               | 1549.06    | 45/km²    |                                  |
| San José de Ocoa           | San José de Ocoa       | 05 de marzo de 1845      | 95,633               | 484.87     | 197/km²   |                                  |
| San Juan                   | San Juan               | 05 de marzo de 1845      | 233,392              | 1876.21    | 124/km²   | San Juan de la Maguana           |
| San Pedro de Macorís       | San Pedro de Macorís   | 05 de marzo de 1845      | 272,873              | 152.33     | 1791/km²  |                                  |
| San Rafael del Yuma        | La Altagracia          | 11 de agosto de 1959     | 29,296               | 1123.85    | 28/km²    |                                  |
| San Víctor                 | Espaillat              | 29 de agosto de 2014     | 78,383               | 99.85      | 785/km²   |                                  |
| Sánchez                    | Samaná                 | 09 de septiembre de 1907 | 29,303               | 328.53     | 89/km²    |                                  |
| Santiago de los Caballeros | Santiago               | 05 de marzo de 1845      | 1,000,009            | 428.88     | 2332/km²  |                                  |
| Santo Domingo              | Distrito Nacional      | 05 de marzo de 1845      | 1,443,384            | 104.44     | 13820/km² | Santo Domingo de Guzmán          |
| Santo Domingo Este         | Santo Domingo          | 08 de octubre de 2001    | 773,628              | 106.29     | 7278/km²  |                                  |
| Santo Domingo Norte        | Santo Domingo          | 08 de octubre de 2001    | 685,037              | 388.96     | 2107/km²  |                                  |
| Santo Domingo Oeste        | Santo Domingo          | 08 de octubre de 2001    | 468,284              | 54.10      | 8656/km²  |                                  |
| Sosúa                      | Puerto Plata           | 04 de marzo de 1976      | 82,093               | 276.89     | 296/km2   |                                  |
| Tábara Arriba              | Azua                   | 20 de enero de 2004      | 23,123               | 209.84     | 110/km²   |                                  |
| Tamayo                     | Bahoruco               | 27 de junio de 1938      | 40,293               | 374.01     | 108/km²   |                                  |
| Tamboril                   | Santiago               | 09 de septiembre de 1907 | 91,384               | 70.63      | 1294/km²  | Peña                             |
| Tenares                    | Hermanas Mirabal       | 27 de junio de 1938      | 40,293               | 159.71     | 252/km²   |                                  |
| Vallejuelo                 | San Juan               | 08 de marzo de 1976      | 15,898               | 218.82     | 73/km²    |                                  |
| Vicente Noble              | Barahona               | 03 de marzo de 1976      | 28,583               | 225.63     | 127/km²   |                                  |
| Villa Altagracia           | San Cristóbal          | 09 de septiembre de 1907 | 129,394              | 482.05     | 268/km²   |                                  |
| Villa Bisonó (Navarrete)   | Santiago               | 20 de octubre de 1961    | 75,673               | 92.60      | 817/km²   |                                  |
| Villa González             | Santiago               | 19 de octubre de 1991    | 70,494               | 100.78     | 699/km²   |                                  |
| Villa Hermosa              | La Romana              | 28 de julio de 2004      | 159,544              | 158.63     | 1006/km²  |                                  |
| Villa Isabela              | Puerto Plata           | 16 de mayo de 1989       | 24,392               | 212.60     | 115/km²   |                                  |
| Villa Jaragua              | Bahoruco               | 28 de febrero de 1976    | 14,843               | 120.23     | 123/km²   |                                  |
| Villa Los Almácigos        | Santiago Rodríguez     | 19 de septiembre de 1996 | 18,392               | 205.06     | 90/km²    |                                  |
| Villa Montellano           | Puerto Plata           | 21 de enero de 2006      | 26,345               | 73.89      | 357/km²   |                                  |
| Villa Riva                 | Duarte                 | 05 de marzo de 1845      | 42,343               | 309.93     | 137/km²   | San Antonio del Yuna             |
| Villa Tapia                | Hermanas Mirabal       | 05 de marzo de 1845      | 42,123               | 90.12      | 467/km²   | La Jagua                         |
| Villa Vásquez              | Monte Cristi           | 27 de junio de 1938      | 24,293               | 229.86     | 106/km²   | Santa Ana, Villa Isabel          |
| Yaguate                    | San Cristóbal          | 05 de marzo de 1976      | 54,663               | 121.81     | 449/km²   | San Gregorio de Yaguate          |
| Yamasá                     | Monte Plata            | 09 de septiembre de 1907 | 90,129               | 441.61     | 204/km²   |                                  |

## Mapas de los municipios de la República Dominicana por provincia

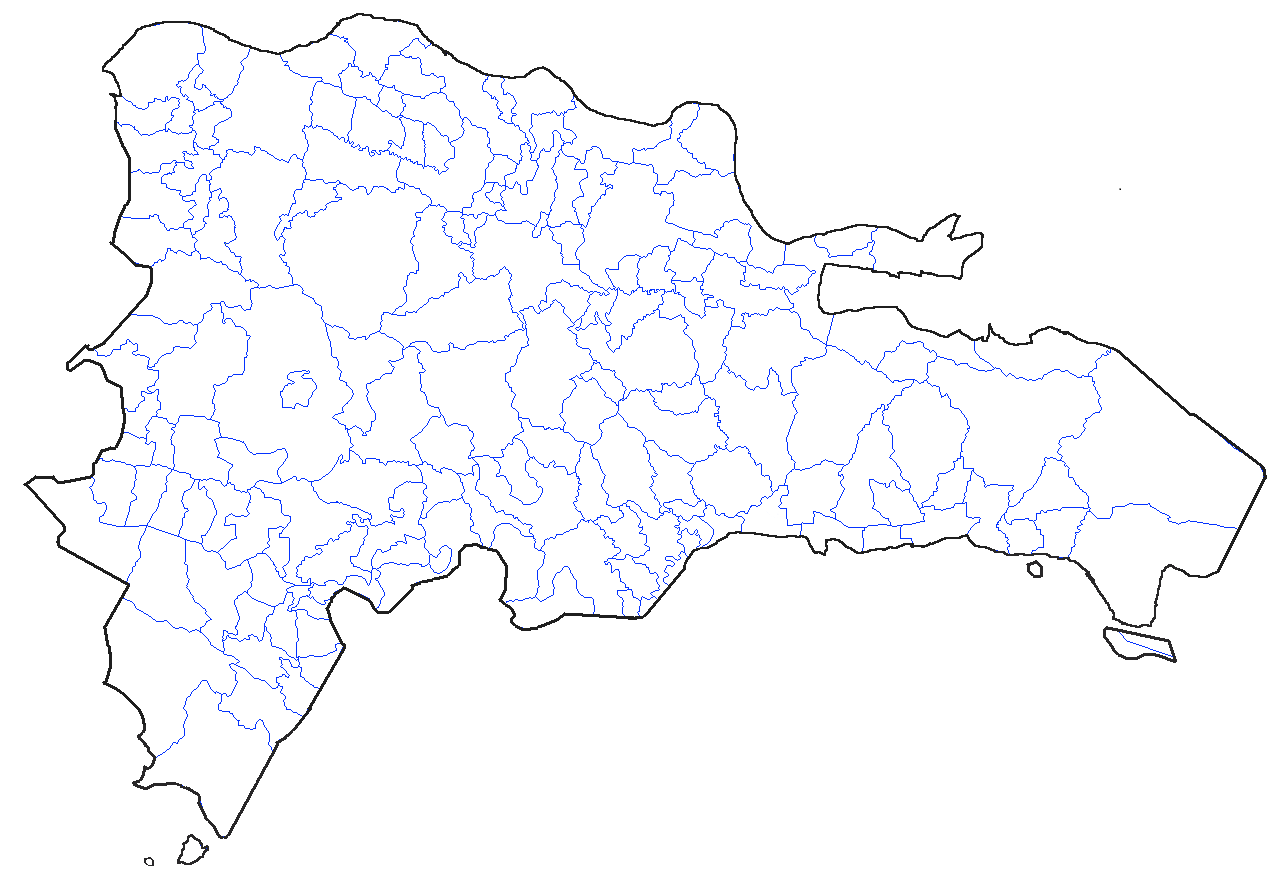
Municipios de la República Dominicana

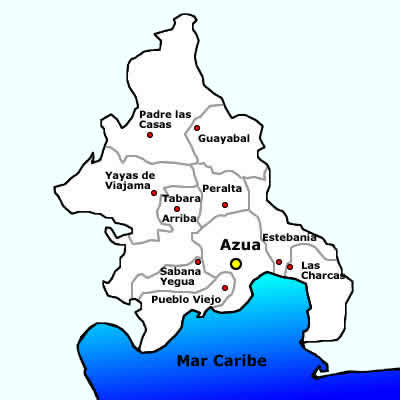
Azua
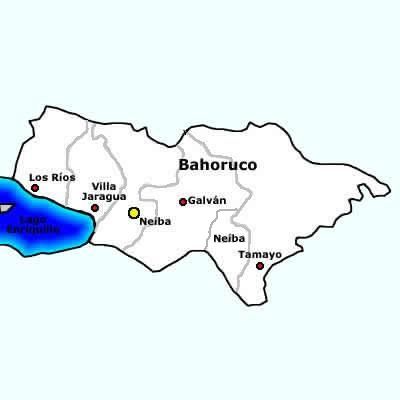
Bahoruco
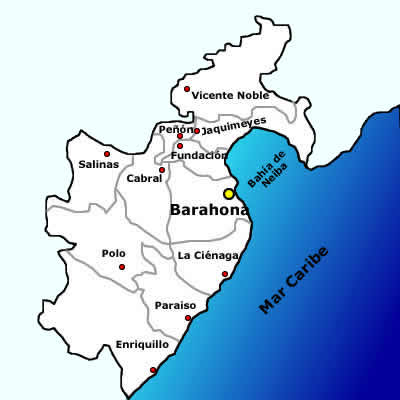
Barahona
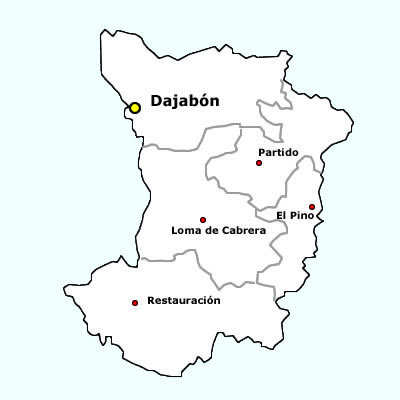
Dajabón
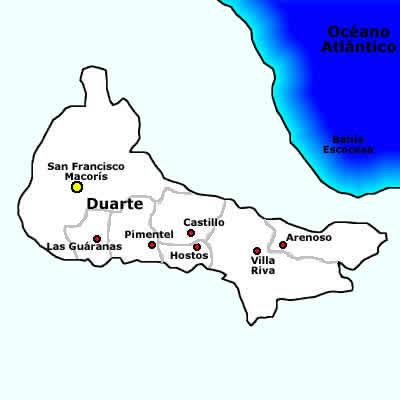
Duarte
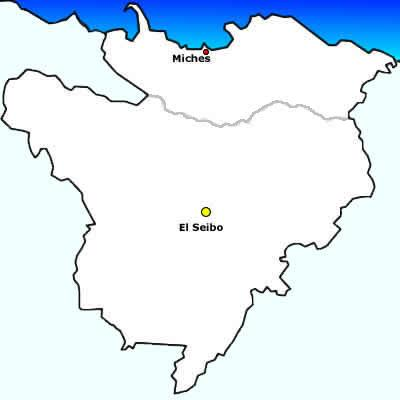
El Seibo
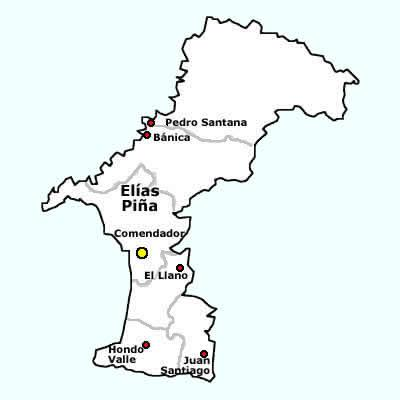
Elías Piña
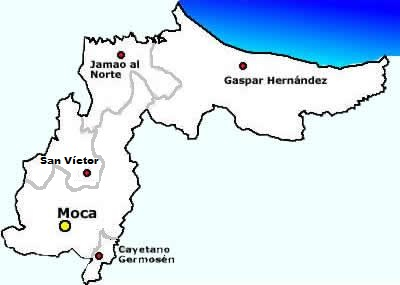
Espaillat
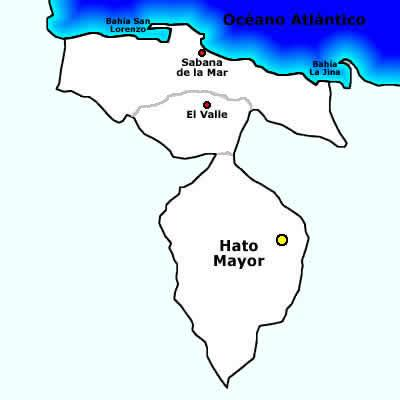
Hato Mayor
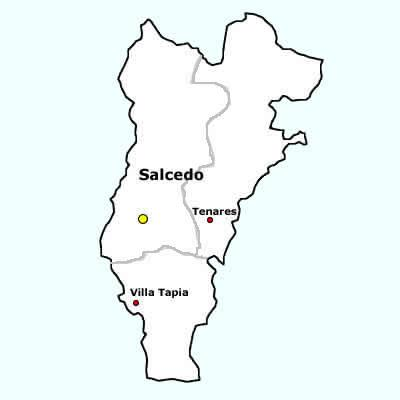
Hermanas Mirabal
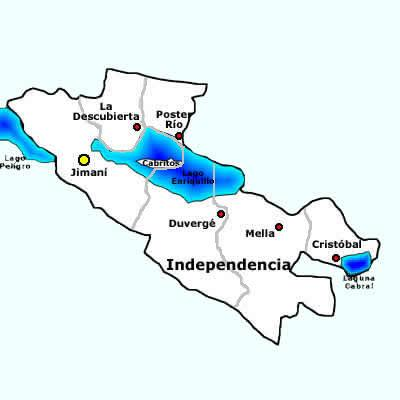
Independencia
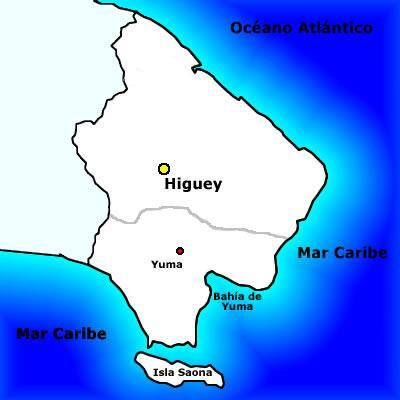
La Altagracia
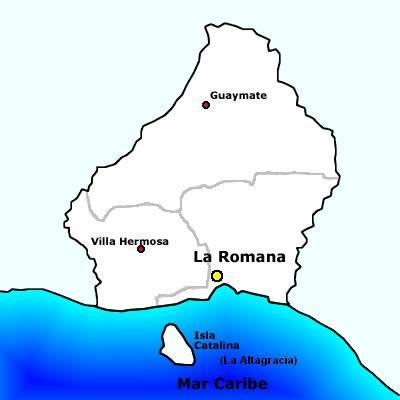
La Romana
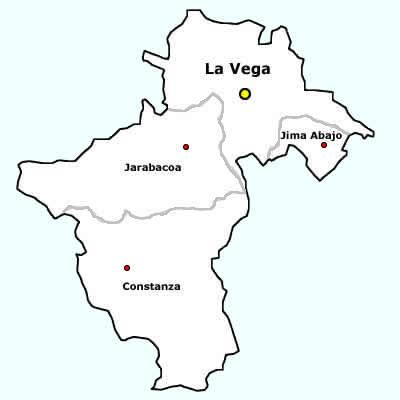
La Vega
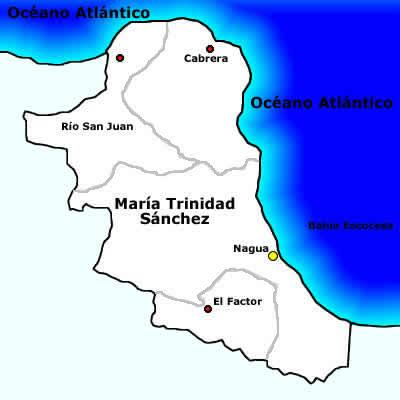
María Trinidad Sánchez
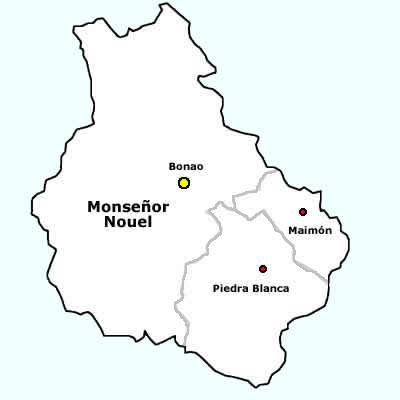
Monseñor Nouel
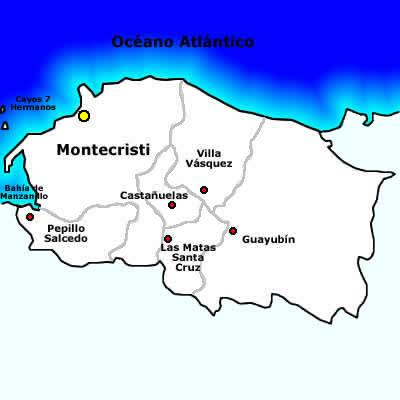
Monte Cristi
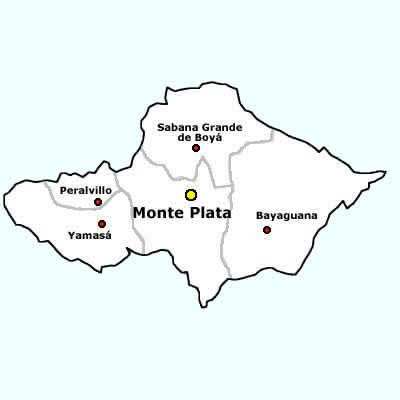
Monte Plata
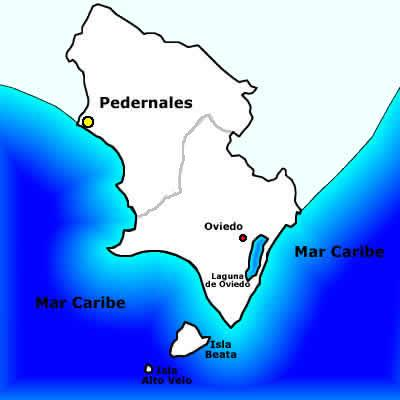
Pedernales
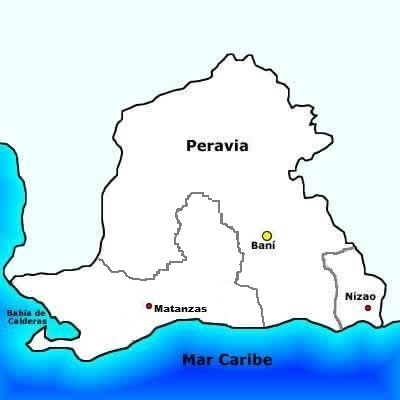
Peravia
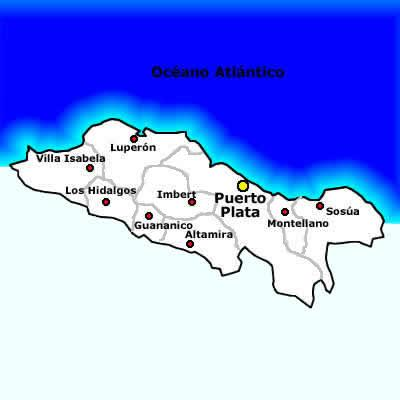
Puerto Plata
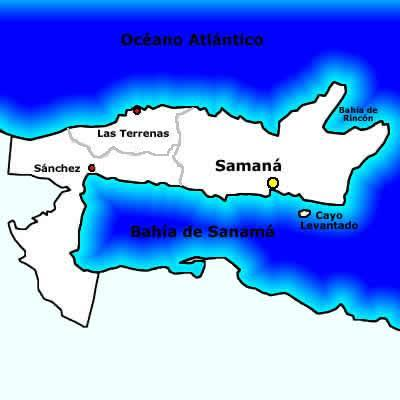
Samaná
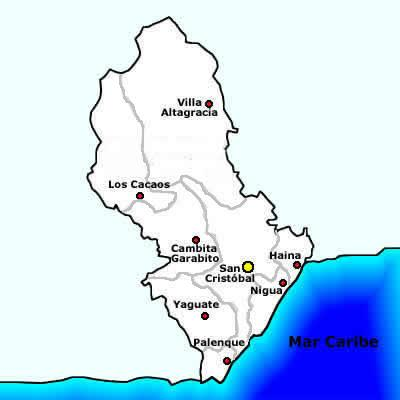
San Cristóbal
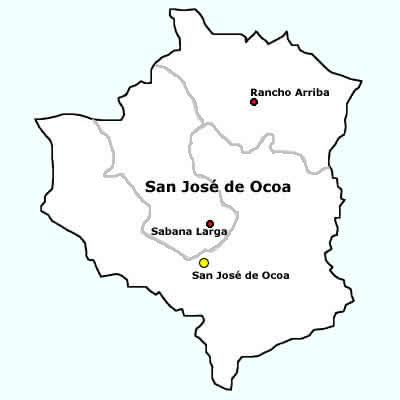
San José de Ocoa
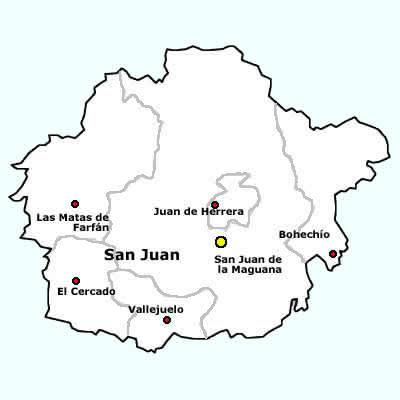
San Juan
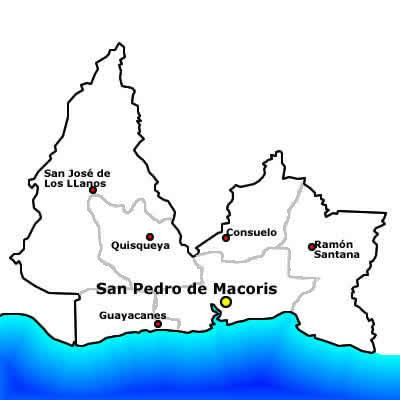
San Pedro de Macorís
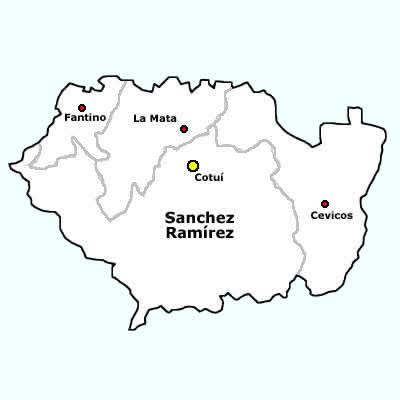
Sánchez Ramírez
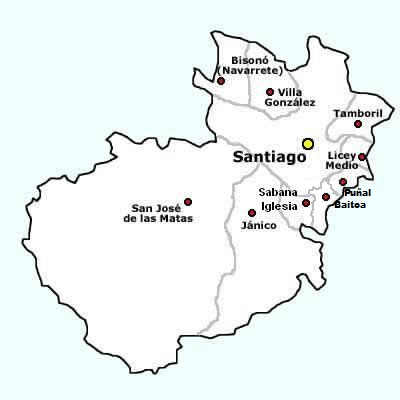
Santiago
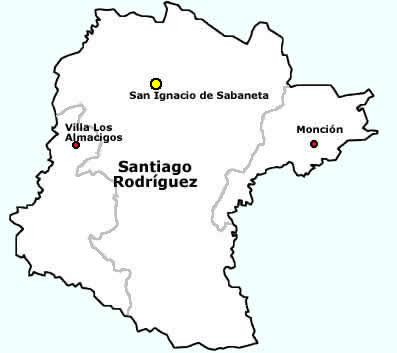
Santiago Rodríguez
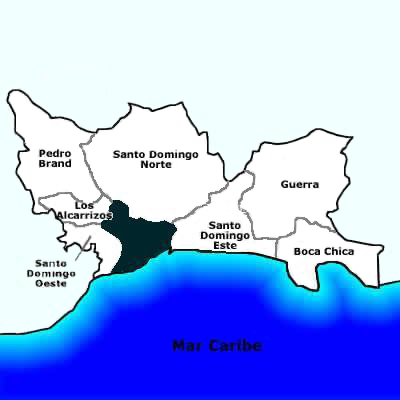
Santo Domingo
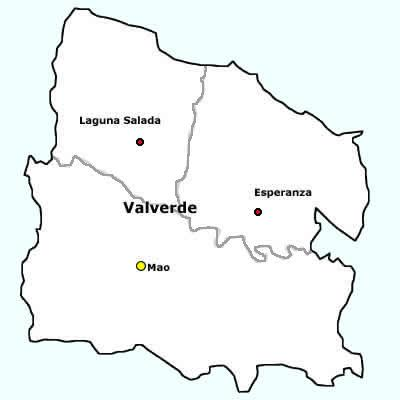
Valverde
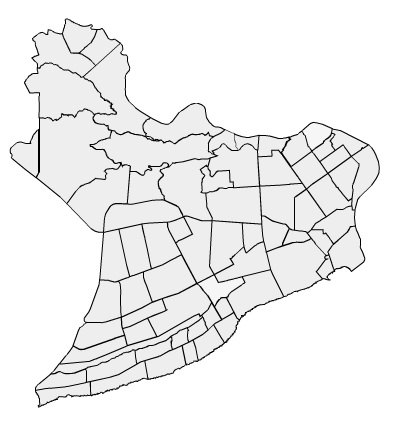
Distrito Nacional